# Nebelhöhlenfest
Das Nebelhöhlenfest ist ein Volksfest, das alljährlich am Pfingstmontag vor der Nebelhöhle bei Genkingen in Baden-Württemberg begangen wird.
Der Ursprung des Festes liegt in dem feierlich begangenen Besuch des Kurfürsten Friedrich I. von Württemberg, dem späteren König Friedrich I. mit Besichtigung der illuminierten Höhle im Jahr 1803.
1832 erregte das Fest Aufsehen, als es – zwei Wochen nach dem Hambacher Fest – von Studenten und ‚Bürgerrechtlern‘ zu angeblich oppositionellen Kundgebungen unbekannter Inhalte genutzt wurde.
Heute ist das Nebelhöhlenfest ein örtliches Volksfest.